# Oberleitungsbus Mettmann–Gruiten
| Streckenlänge: | 5,770 km |                                               |                                               |
| Minimaler Radius: | 12 m     |                                               |                                               |
| |          |                                               |                                               |
| \| \| 0,000 \| Mettmann Betriebsbahnhof \| Mettmann Betriebsbahnhof \| \| \| 0,40 \| Mettmann Breite Straße \| Mettmann Breite Straße \| \| \| 0,60 \| Bahnstrecke Düsseldorf-Derendorf–Dortmund Süd \| Bahnstrecke Düsseldorf-Derendorf–Dortmund Süd \| \| \| 0,80 \| Weiche Leyer Straße (ab hier zweispurig) \| Weiche Leyer Straße (ab hier zweispurig) \| \| \| 3,10 \| Potherbruch \| Potherbruch \| \| \| 3,20 \| Gemarkungsgrenze \| Gemarkungsgrenze \| \| \| 4,10 \| Düssel \| Düssel \| \| \| 4,20 \| Gruiten Dorf \| Gruiten Dorf \| \| \| 5,770 \| Gruiten Reichsbahnhof \| Gruiten Reichsbahnhof \| \| \| \| Übergang zur Bahnstrecke Düsseldorf–Elberfeld \| \| |          |                                               |                                               |
| U-Bahn-Kopfbahnhof Streckenanfang (Strecke außer Betrieb) | 0,000    | Mettmann Betriebsbahnhof                      | Mettmann Betriebsbahnhof                      |
| U-Bahn-Haltepunkt / Haltestelle (Strecke außer Betrieb) | 0,40     | Mettmann Breite Straße                        | Mettmann Breite Straße                        |
| U-Bahn-Kreuzung mit Eisenbahn geradeaus unten (Strecke geradeaus außer Betrieb) | 0,60     | Bahnstrecke Düsseldorf-Derendorf–Dortmund Süd | Bahnstrecke Düsseldorf-Derendorf–Dortmund Süd |
| U-Bahn-Dienststation / Betriebs- oder Güterbahnhof (Strecke außer Betrieb) | 0,80     | Weiche Leyer Straße (ab hier zweispurig)      | Weiche Leyer Straße (ab hier zweispurig)      |
| U-Bahn-Haltepunkt / Haltestelle (Strecke außer Betrieb) | 3,10     | Potherbruch                                   | Potherbruch                                   |
| U-Bahn-Grenze (Strecke außer Betrieb) | 3,20     | Gemarkungsgrenze                              | Gemarkungsgrenze                              |
| U-Bahn-Brücke über Wasserlauf (Strecke außer Betrieb) | 4,10     | Düssel                                        | Düssel                                        |
| U-Bahn-Haltepunkt / Haltestelle (Strecke außer Betrieb) | 4,20     | Gruiten Dorf                                  | Gruiten Dorf                                  |
| U-Bahn-Kopfbahnhof Streckenende (Strecke außer Betrieb) | 5,770    | Gruiten Reichsbahnhof                         | Gruiten Reichsbahnhof                         |
| |          | Übergang zur Bahnstrecke Düsseldorf–Elberfeld |                                               |

Der Oberleitungsbus Mettmann–Gruiten, anfangs Fahrdrahtbus Mettmann–Gruiten genannt, war der erste moderne Oberleitungsbus-Betrieb in Deutschland. Die 5,770 Kilometer lange Überlandstrecke wurde von 1930 bis 1952 betrieben, zunächst von der Kreis Mettmanner Straßenbahnen G.m.b.H., ab 1937 von der Rheinischen Bahngesellschaft AG.

## Vorgeschichte
Mit der Strecke von Mettmann nach Gruiten versuchte die deutsche Industrie, den Oberleitungsbus wieder in Deutschland zu etablieren. Bereits zwischen 1901 und 1912 wurden auf dem Gebiet des Deutschen Reichs in den Grenzen vor 1914 insgesamt 14 Oberleitungsbus-Anlagen errichtet, jedoch überlebte mit den Ludwigsburger Oberleitungs-Bahnen nur einer dieser Betriebe das Ende des Ersten Weltkriegs. 1926 wurde schließlich auch diese eingestellt, fortan gab es einige Jahre lang keinen einzigen Oberleitungsbus-Betrieb in Deutschland.

## Geschichte
Die Oberleitungsbus-Strecke im Kreis Mettmann wurde am 26. August 1930 eröffnet. Sie wurde anfangs Fahrdrahtbus genannt und nicht mehr Gleislose Bahn wie ihre Vorgänger. Hiermit sollte klargestellt werden, dass es sich juristisch gesehen um ein straßengebundenes Verkehrsmittel und nicht um eine Eisenbahn handelt. Damit wollten die Verantwortlichen gewährleisten, dass das Preußische Kleinbahngesetz für die Strecke nicht gilt. Die heute gebräuchliche Bezeichnung Oberleitungsbus wurde hingegen erst im September 1937 offiziell eingeführt. 
Bei der Verbindung zwischen Mettmann und Gruiten handelte es sich anfangs mehr um eine Versuchsstrecke als um eine Linie zur Personenbeförderung. Die anspruchsvolle Strecke im Bergischen Land wurde vom deutschen Verkehrswissenschaftler Gustav Kemmann ausgesucht, Kemmann stammte aus Mettmann. Sie war aufgrund ihrer welligen Topographie für diese Versuche besonders geeignet, weil sie alle möglichen Betriebssituationen aufwies, welche man zu testen vorhatte. Für die Stromversorgung der Strecke war die Rheinisch-Westfälisches Elektrizitätswerk AG (RWE) zuständig, die Oberleitung wurde von der AEG konstruiert. 
Da die Versuchsfahrten Vorrang hatten, wurden täglich nur acht Fahrten je Richtung zur Personenbeförderung durchgeführt, zwischen 9:00 und 13:00 Uhr wurde hingegen eine Betriebspause eingelegt. Später waren es neun Fahrtenpaare, davon zwei am frühen Morgen, die Übrigen von nachmittags bis spätabends. Der letzte Kurs verkehrte eine halbe Stunde vor Mitternacht von Gruiten nach Mettmann. Die einfache Fahrt kostete 30, die Hin- und Rückfahrt entsprechend 60 Pfennig. 
Bis 1937 wurde zunächst die Liniennummer 5 verwendet, danach erfolgte die Umbenennung in Linie 59. Während des Zweiten Weltkriegs wurden bedingt durch den erheblichen Anstieg der Fahrgastzahlen schließlich zehn Fahrten täglich durchgeführt. In den Jahren 1942/43 beförderte der Oberleitungsbus etwa 400.000 Fahrgäste jährlich, nach dem Krieg waren es mehr als 700.000. Zum Kriegsende hin musste der Betrieb allerdings vorübergehend unterbrochen werden. 
Die Reisezeit über die Gesamtstrecke betrug 23 Minuten, dies entsprach einer Durchschnittsgeschwindigkeit von circa 15 km/h. Ein Wagen reichte für die Abwicklung des planmäßigen Verkehrs aus. Insgesamt wurden zwölf Haltestellen bedient, der mittlere Stationsabstand betrug somit etwa 550 Meter. 
Nach der zusammen mit der Straßenbahn erfolgten Übernahme durch die Rheinischen Bahngesellschaft AG erhielt die Oberleitungsbuslinie die Nummer 59. Da man in Düsseldorf nur sehr geringes Interesse an der Strecke hatte, sie beförderte gerade einmal 0,17 Prozent aller Fahrgäste der Rheinbahn, stellte man sie am 17. Mai 1952 zusammen mit der Straßenbahn ein und bediente die Strecke fortan mit gewöhnlichen Omnibussen. Diese wiederum verkehrten ab dem 10. Mai 1953 als Linie 41 durchgehend von und bis Haan. 
Die Verbindung Mettmann–Gruiten war damit gleichzeitig auch der erste neuzeitliche Oberleitungsbus Deutschlands, der wieder eingestellt wurde. Den Höhepunkt der von ihm eingeleiteten Entwicklung – zwischen 1954 und 1959 wurden auf dem Gebiet der heutigen Bundesrepublik Deutschland 57 Oberleitungsbus-Anlagen gleichzeitig betrieben – erlebte die Strecke Mettmann–Gruiten nicht mehr.

## Streckenverlauf

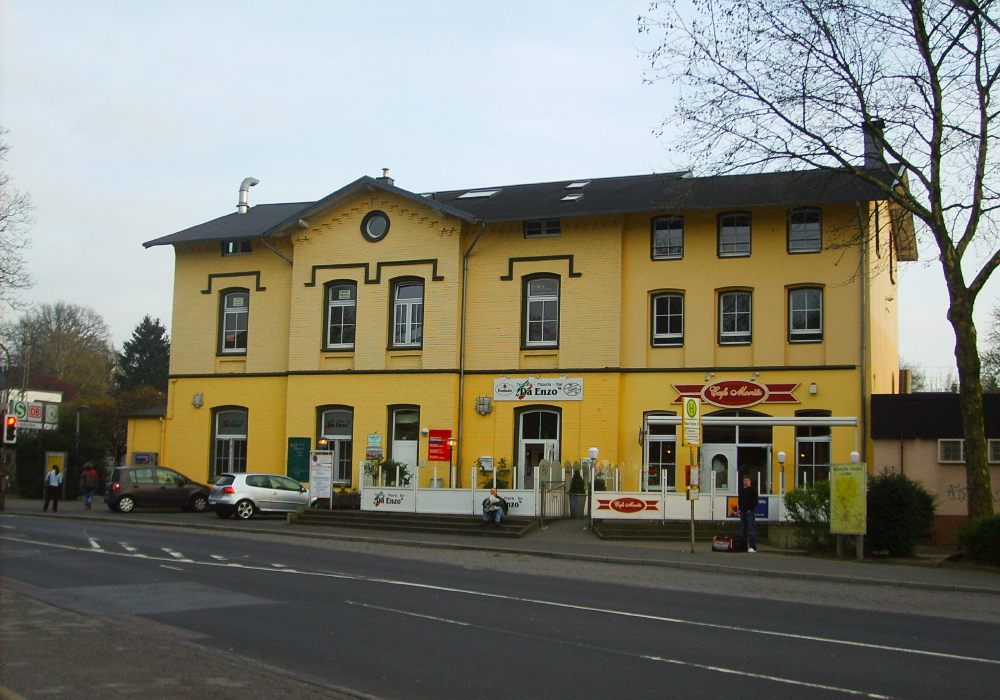
Bahnhof Gruiten, Endpunkt der Oberleitungsbusstrecke

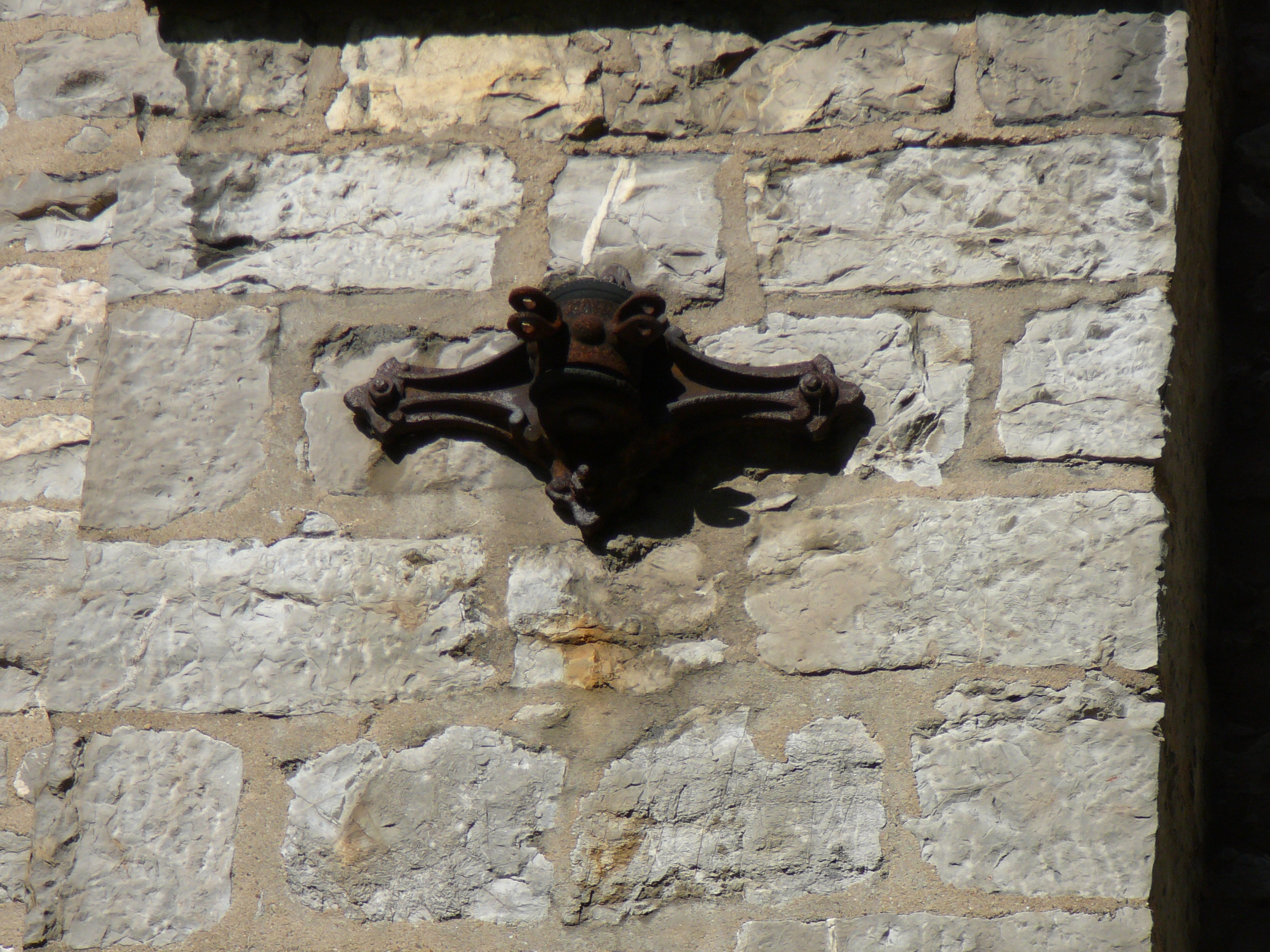
Oberleitungsrosette an der katholischen Kirche St. Nikolaus in Gruiten

In Mettmann begann die Oberleitungsbus-Strecke am gemeinsam mit der Straßenbahn genutzten Depot in der Bismarckstraße 53, diese Betriebsbahnhof genannte Anlage bestand bereits seit 1909. Dort wendeten die Wagen mittels Fahrleitungsdreieck. Vom Depot aus folgte sie gemeinsam mit der Straßenbahn der Bismarckstraße. Anschließend trennten sich Oberleitungsbus und Straßenbahn in der Freiheitsstraße. Ersterer zweigte nach rechts ab und erreichte über die Breite Straße und die Brücker Straße die Bahnstrecke Düsseldorf-Derendorf–Dortmund Süd, deren Gleise mittels eines tunnelartigen Durchlasses passiert wurden. An der Kreuzung mit der Leyer Straße befand sich eine Luftweiche, welche die Strecke zweispurig werden ließ. Weiter ging es durch die Gruitener Straße, die Flurstraße und den Gruitener Weg auf freiem Feld hinüber nach Gruiten. In Gruiten führte die Strecke durch die Mettmanner Straße, die Pastor-Vömel-Straße, die Parkstraße und die Bahnstraße zum Bahnhof Gruiten. Dort befand sich eine Wendeschleife neben dem Empfangsgebäude. Sie wurde entgegen dem Uhrzeigersinn befahren, das heißt ohne Fahrleitungskreuzung. Die gesamte Strecke wird heute von der Omnibuslinie 742 bedient.
Das Depot an der Bismarckstraße wurde nach der Einstellung noch bis 1966 als Omnibusdepot genutzt und anschließend abgerissen. Die Deutsche Bundespost erwarb das Gelände und errichtete dort ein Fernmelde- und Postamt.
Bis heute erinnern mehrere verzierte Oberleitungsrosetten an die einstige Oberleitungsbus-Strecke, eine davon befindet sich an der katholischen Kirche in Gruiten.

## Fahrzeuge
Eingesetzt wurden zwei von der Waggonfabrik Uerdingen auf Krupp-Fahrgestellen aufgebaute sechsrädrige Oberleitungsbusse mit elektrischer Ausrüstung von der AEG, sie trugen die Nummern 1 und 2. Die Fahrgestelle der beiden Wagen wurden später an den Oberleitungsbus Osnabrück verkauft. Auf einem von ihnen wurde 1957 der Anderthalbdecker-Oberleitungsbus mit der Nummer 209 aufgebaut, der schließlich 1967 ausgemustert wurde.